# Liste der Mitglieder der Deutschen Akademie der Naturforscher Leopoldina/1931
Die Liste der Mitglieder der Deutschen Akademie der Naturforscher Leopoldina für 1931 listet alle Personen, die im Jahr 1931 zum Mitglied berufen wurden. Insgesamt gab es sechs neu gewählte Mitglieder.

## Neu gewählte Mitglieder
| Nr. 1 | Name                | Beiname 1 | Geboren       | Aufnahme 1 | Gestorben     | Sektion                    | Bild                | Datenbank      |
| ----- | ------------------- | --------- | ------------- | ---------- | ------------- | -------------------------- | ------------------- | -------------- |
|       | Wilhelm Biltz       |           | 8. März 1877  |            | 13. Nov. 1943 | Chemie                     | Wilhelm Blitz       | Wilhelm Biltz  |
|       | Berthold Klatt      |           | 4. Apr. 1885  |            | 4. Jan. 1958  | Zoologie                   |                     | Berthold Klatt |
|       | Gustaf Komppa       |           | 28. Juli 1867 |            | 20. Jan. 1949 | Chemie                     |                     | Gustav Komppa  |
|       | Hugo Roedel         |           | 1858          |            | 1940          | Geologie und Paläontologie |                     | Hugo Roedel    |
|       | Eduard August Rübel |           | 18. Juli 1876 |            | 24. Juni 1960 | Geologie und Paläontologie | Eduard August Rübel | Eduard Rübel   |
|       | Adolf Smekal        |           | 12. Sep. 1895 |            | 7. März 1959  | Physik                     |                     | Adolph Smekal  |